# 이상훈 (1985년)
이상훈(李相勳, 1985년 5월 10일 ~ )은  KBO 리그 전 고양 원더스의 투수이다.

## 출신학교
- 서울인헌초등학교
- 영남중학교
- 성남고등학교
- 단국대학교